# St. Martin (Hornau)

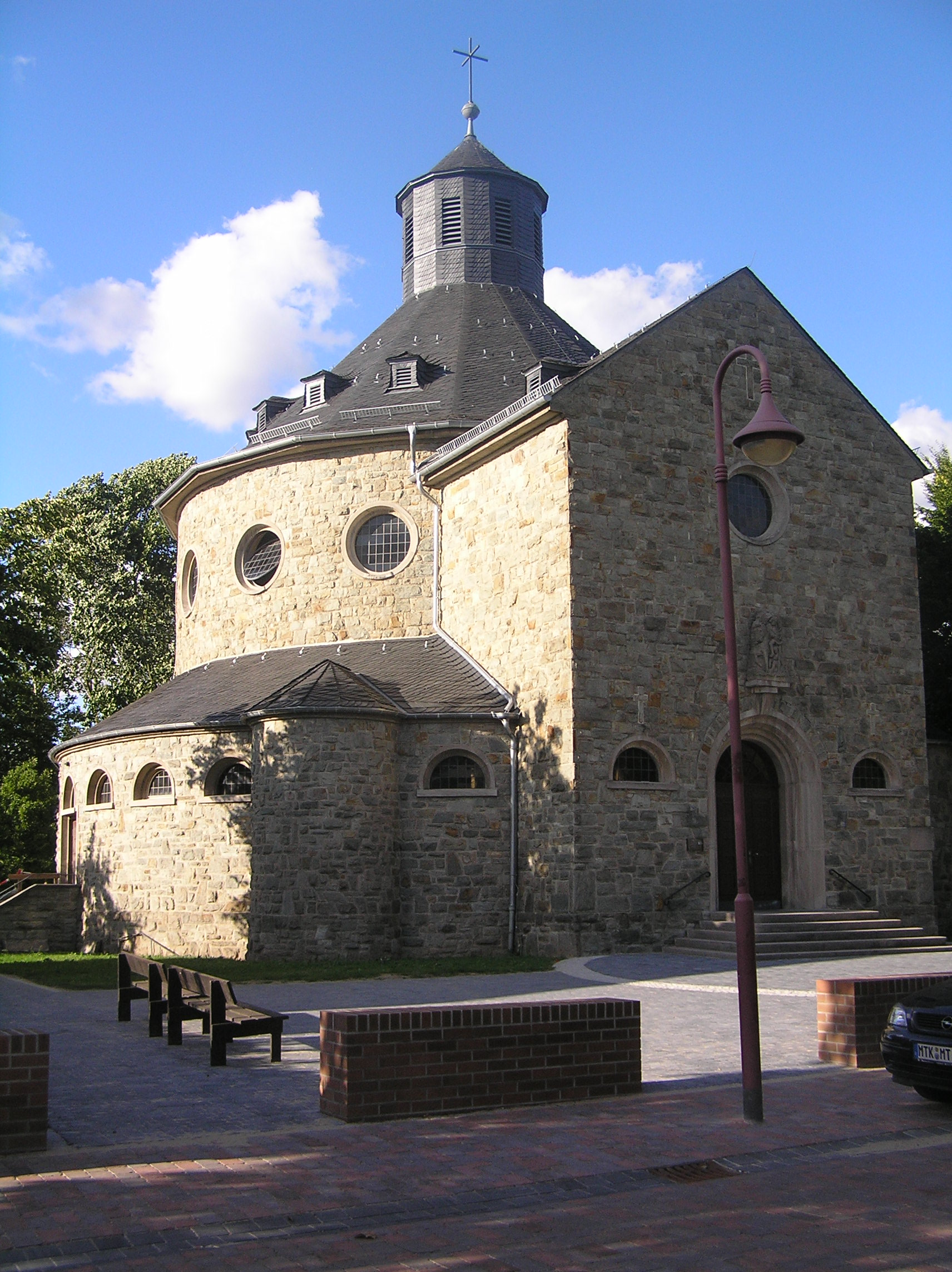
St. Martin (Hornau)

Die römisch-katholische, denkmalgeschützte Kirche St. Martin steht in Hornau, einem Ortsteil der Gemeinde Kelkheim im Main-Taunus-Kreis in Hessen. Die Kirche gehört zur Kirchengemeinde St. Franziskus Kelkheim im Bistum Limburg.

## Beschreibung
Die Kirche aus unverputztem Bruchstein wurde 1947–1952 nach einem Entwurf von Christoph Rummel erbaut. Sie besteht aus einer Rotunde mit einem rechteckig geschlossenen Anbau im Süden für den Eingang und im Norden einem ebensolchen als Chor, an den die Sakristei angebaut ist. Zwischen den beiden Anbauten befinden sich zwei Umgänge, ähnlich zweier Seitenschiffe mit vier Kapellen, die jeweils als Konche angelegt sind. Die Rotunde ist mit einem sechzehnseitigen Zeltdach bedeckt, dem eine sechzehneckige Laterne aufgesetzt ist. In deren Glockenstuhl hängen drei Kirchenglocken, die 1953 von der Glockengießerei Otto gegossen wurden. Im südlichen, mit einem Satteldach bedeckten Anbau wird über eine flache Freitreppe das rundbogige Portal erreicht, über dem sich die Statue des Heiligen Martin befindet. Der zum Umgang zwischen Pfeilern geöffnete Innenraum der Rotunde ist mit einer Kassettendecke überspannt.
Die Kirche wurde erbaut auf dem Gelände des ehemaligen Hofguts der Freiherren von Gagern, die in der 1848er-Revolution und in der Nationalversammlung in der Frankfurter Paulskirche eine wichtige Rolle gespielt haben.